# Norges herrlandslag i fotboll
Norges herrlandslag i fotboll (norska: Norges herrelandslag i fotball, nynorska: Det norske herrelandslaget i fotball) representerar Norge i fotboll på herrsidan. Norge spelar oftast sina hemmamatcher i Oslo, på Ullevål Stadion som rymmer 25 572 åskådare. Norge har deltagit i 3 fotbolls-VM: 1938, 1994 och 1998, samt ett EM: 2000. Som största merit har man ett brons från OS 1936. Norge är tillsammans med Senegal de enda landslag som spelat mot Brasilien utan att förlora och har även vunnit båda mötena med Argentina.

## Historia

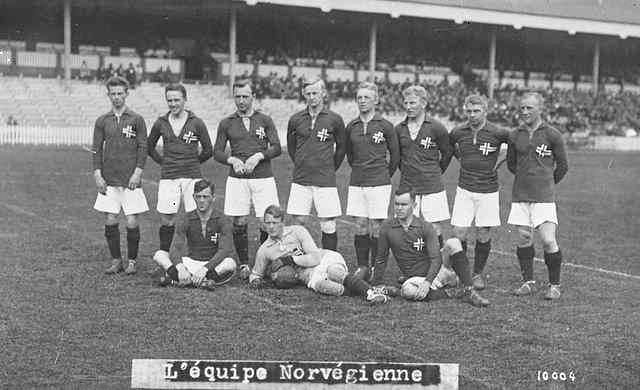
Norges olympiska lag 1920.

Norge spelade sin första landskamp i fotboll den 12 juli 1908, då man förlorade mot Sverige (som också spelade sin allra första landskamp) med 3–11 i Göteborg. Norges första OS-deltagande i fotboll skedde i fotbollsturneringen vid OS 1912 i Stockholm, där Danmark slog ut Norge med 7–0 i första omgången.
Första norska segern över Sverige kom på hemmaplan i Norges huvudstad Kristiania (som sedan 1925 heter Oslo) den 15 september 1918, norsk seger med 2–1. Den 14 september 1919 vann Norge för första gången borta mot Sverige, då norrmännen segrade med hela 5–1 i Göteborg. Första norska vinsten mot Danmark kom den 16 juni 1918, 4–0 på hemmaplan i Kristiania.
Norge deltog i fotbollsturneringen vid OS 1920 i Antwerpen, där Norge slog ut Storbritannien men blev sedan utslagna av Tjeckoslovakien.
Norge vann sin första bortaseger mot Danmark den 23 juni 1929 i Köpenhamn, då de norska segersiffrorna skrevs till 5–2.

### OS-brons och VM-slutspel
VM i fotboll hade premiär 1930. Norge deltog inte premiäråret 1930, och ställde heller inte upp i kvalspelet till 1934 års turnering. Under mitten av 1930-talet blev Norge allt bättre i fotboll, och landskamperna mot Danmark och Sverige blev allt jämnare och ovissare. Efter det överraskande OS-bronset 1936 i Berlin debuterade Norge i kvalspelet till VM i fotboll i samband med VM 1938 i Frankrike. Norge kvalificerade sig för VM, pressade de regerande världsmästarna från 1934, Italien, men förlorade med 1–2 efter förlängning. Norge åkte därmed ut redan i första omgången. Italien vann sedan även 1938 års VM-turnering. Grannen Sverige hade under sent 1930-tal ofta problem med att slå Norge, och den 3 juni 1939 vann Sverige mot Norge för första gången sedan den 5 juli 1936.
De norska framgångarna avbröts under andra världskriget, då Tysklands militära styrkor ockuperade Norge den 9 april 1940. Vidkun Quisling och hans anhängare övertog makten i Norge, och då stora delar av den norska idrottsrörelsen vägrade samarbeta med Vidkun Quisling och gick ut i strejk. När andra världskriget var slut och de tyska ockupationstrupperna lämnade Norge i maj 1945, tillhörde Norge de sämre lagen i Europa, en position man kom att inneha fram till 1990-talet.
Den 21 oktober 1945 förlorade Norge borta mot Sverige med 0–10. Norge fick mycket svårt att hävda sig i den internationella toppen. Mot Sverige och Danmark blev det oftast förlust. Ibland kunde Norge dock göra enstaka bra insatser, som VM-kvalvinsterna hemma mot Ungern 1957, mot Jugoslavien 1965, Frankrike 1969, mot Sverige 1977 och mot England 1981. 
Andra framgångar var då Norge kvalade in till fotbollsturneringen vid OS 1980, där man dock inte deltog på grund av bojkott. Norge kvalade även in till fotbollsturneringen vid OS 1984 i Los Angeles, men blev utslagna från gruppspelet efter matcher mot Chile, Frankrike och Qatar. Andra fina norska resultat från denna tid är landskampssegern borta mot Italien 1985 och EM-kvalsegern hemma mot Italien 1991. I kvalet till EM 1992 började de två första matcherna dåligt med 0–2 mot Sovjetunionen borta och 0-0 mot Ungern hemma. Men Norge kom trea till sist med 3 vinster, 3 oavgjorda och 2 förluster.

### VM-slutspel 1994 och 1998
Det skulle dröja ända fram till VM 1994 i USA innan Norge gjorde sitt nästa VM-slutspel i fotboll. I kvalmatcherna under 1992 och 1993 stod man för en av de stora kvalskrällarna genom att gå vidare till VM i USA på bekostnad av England. I kvalspelet slog Norge bland annat Nederländerna efter ett avgörande mål av Gøran Sørloth. Borta på Wembley mot England nådde norrmännen 1–1 efter ett distansskott av Kjetil Rekdal. Efter det lyckade kvalspelet mottog man 1993 de norska sportjournalisternas statyett. Inför världsmästerskapet spelade landslaget tillsammans med Jørn Lande in den officiella norska VM-sången Alt for Norge.
I VM 1994 i USA spelade Norge många gånger taktiskt och defensivt. Norge lyckades dock bara göra ett mål: målskytten Kjetil Rekdal gav Norge segern med 1–0 i premiärmatchen mot Mexiko. Norge förlorade sedan med 0–1 mot blivande finalisterna Italien och i den avslutande gruppspelsmatchen spelade man 0–0 mot Irland. Norge hamnade sist i sin grupp på gjorda mål, i en grupp där samtliga lag slutade på fyra poäng och noll i målskillnad. Till de norska spelare som utmärkte sig positivt hörde, förutom Rekdal, målvakten Erik Thorstvedt och backlinjen med bland annat Ronny Johnsen och Rune Bratseth samt mittfältaren och nickspecialisten Jostein Flo.
Norge missade att kvala in EM 1996 i England, efter förluster med 0–2 mot blivande finalisterna Tjeckien i Prag den 6 september 1995 och med 0–3 mot Nederländerna i Rotterdam den 15 november 1995. I samband med detta slutade Rune Bratseth och Erik Thorstvedt i landslaget.
Vid VM 1998 i Frankrike deltog Norge återigen i VM, efter ett lyckat kvalspel under 1996 med segrar mot lag som Finland, Schweiz och Ungern. Norge svarade för en rejäl skräll, då laget slog regerande världsmästarna och blivande finalisterna Brasilien med 2–1 i gruppspelet - efter mål av Tore André Flo och Kjetil Rekdal (straff). Segern gjorde att Norge för första gången tog sig vidare till andra omgången. 
Detta var första segern i en tävlingsmatch mot Brasilien. Norge var tvunget att vinna för att gå vidare. I den 78:e minuten gör Brasiliens Bebeto mål och nu måste Norge göra två mål för att inte åka ur turneringen. De lyckas med denna bragd efter mål av Tore André Flo och Kjetil Rekdal. I den 87:e minuten sätter Kjetil Rekdal den avgörande straffen. Klassiska citatet som norska kommentatorn på Norsk rikskringkasting säger "Kjetil Rekdal lägger den viktigaste sparken i norsk fotbollshistoria." 
Segern firades med karnevalsstämning i Norge. 2012 gjordes en opera om bragden i Oslo av Are Kalvø och Helge Førde.
I åttondelsfinalen väntade silvermedaljörerna från 1994 Italien som kunde vinna med 1–0. Norge hade alltså mött Italien i samtliga VM-turneringar som man deltagit, och i alla tre matcher har Italien vunnit och skickat hem Norge från VM. Förbundskaptenen Egil Olsen, "Drillo", var stor profil på den norska bänken. Olsen avgick i samband med Norges förlust mot Italien. Hans efterträdare Nils Johan Semb kom att bli mindre lyckad.

### 2000-

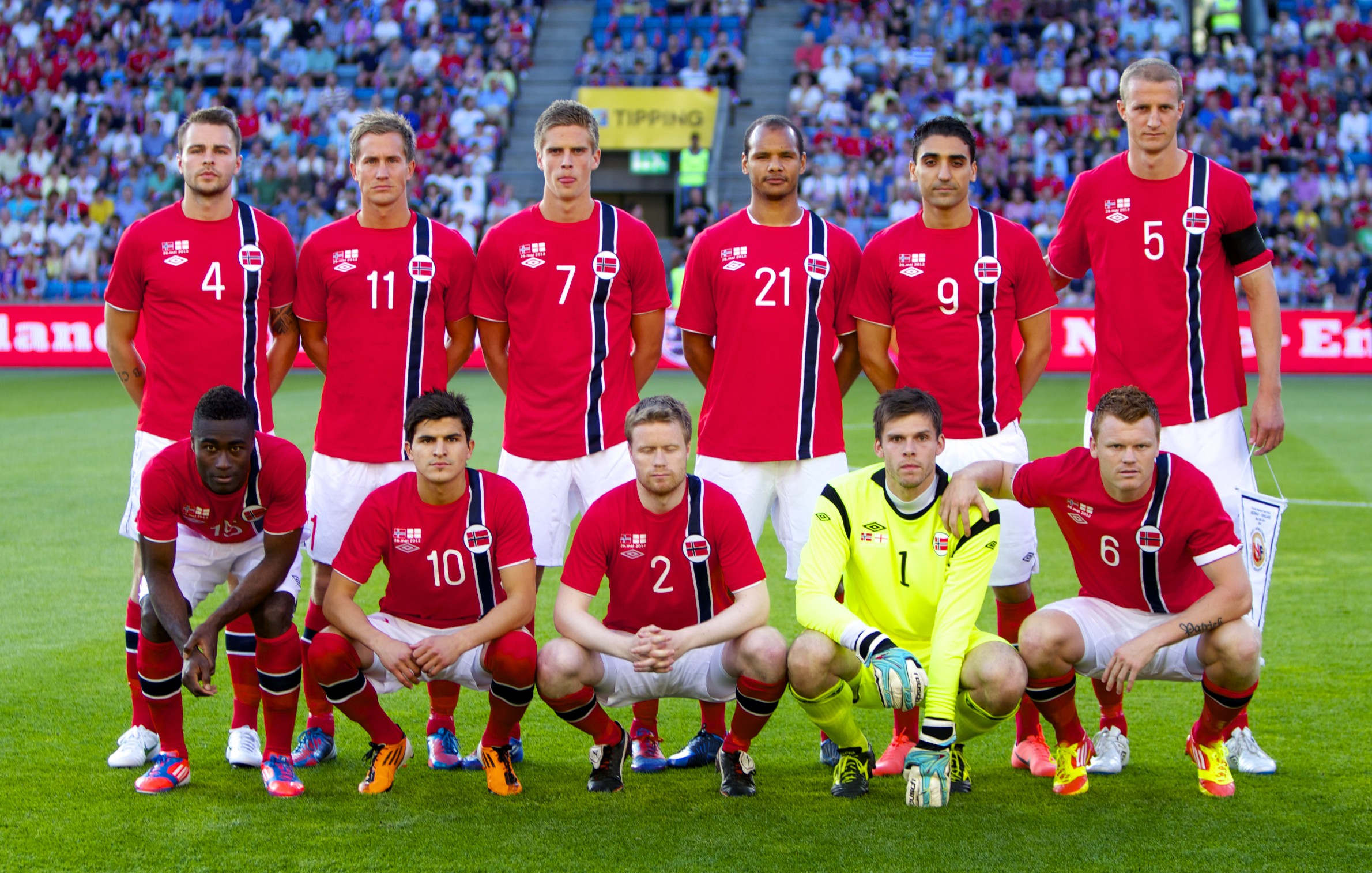
Norges lag mot England i maj 2012

Men Norge deltog i EM-slutspelet för första gången vid EM år 2000, som spelades i Belgien och Nederländerna. Norge gjorde dock bara ett mål i turneringen som gav en skrällseger mot Spanien med 1–0 i premiären. I nästa match spelade Norge uselt och förlorade med 0–1 mot Jugoslavien. I sista matchen var vinst ett måste mot Slovenien. Även oavgjort skulle vara acceptabelt så länge Spanien inte vann över Jugoslavien. Norge spelade 0–0 mot Slovenien medan matchen mellan Spanien och Jugoslavien slutade 4–3 till Spanien, vilket bara räckte till en tredjeplats i gruppen. Efter slutspelet kritiserades Nils Semb för lagets usla spel. Norge hade visserligen det bästa försvaret under gruppspelet, men de hade det näst sämsta anfallet.
Efter EM 2000, 2000 och 2001 i kvalet till VM 2002 i Korea och Japan kunde kritiken mot Nils Semb inte sluta. När fem matcher hade gått hade Norge bara tagit två poäng. Norge vann sedan de två sista matcherna men det räckte bara till en fjärdeplats i gruppen. Norge missade sedan även att kvala in till EM 2004 i Portugal, efter avgörande playoff-spel mot Spanien. Bortamatchen, som var den första i Spaniens hemma slutade med en respektabel 1–2-förlust. Hemmamatchen i Ullevaal slutade 0–3 till Spanien. 
Vid en vänskapslandskamp 2005 kom Norges första bortaseger mot Sverige sedan 1951. Vid kvalspelet till VM 2006 i Tyskland spelade Norge bättre, och nådde avgörande playoff mot Tjeckien. Väl där förlorade dock Norge båda matcherna, och missade VM medan Tjeckien gick vidare. I kvalspelet till EM 2008 i Schweiz och Österrike öppnade Norge bra, men efter sämre spel på slutet, som bland annat inkluderade en förlust med 1–2 i en viktig hemmamatch mot Turkiet, slogs Norge ut i kvalet. I kvalspelet till VM 2010 till Sydafrika lottades Norge i samma grupp som blivande finalisterna Nederländerna, Skottland, Makedonien och Island. Säsongen 2008/2009 innebar motgångar till Norge. Vänskapsmatcherna började med 0–3 mot Wales och 1–3 mot Montenegro. Åtminstone blev det 2–2 hemma mot Uruguay och 1–1 hemma mot Republiken Irland. Kvalet började pinsamt med 2–2 hemma mot Island, vilka bland annat förlorat med 0–5 mot Sverige och 0–3 mot Liechtenstein. 0–0 borta mot Skottland blev Norges enda poäng på bortaplan 2008. Motgångarna fortsatte och man förlorade 0-1 hemma mot Nederländerna och 0–1 borta mot Ukraina sedan Ukraina tilldömts en straffspark. Norges målskillnad 2008 blev 6–13 och 4 poäng. 
2009 tog Egil Olsen över och Norge spelade lite bättre. Norge spelade tre vänskapsmatcher före nästa VM-kvalmatch och slog Tyskland borta med 1–0 samt 3–2 hemma mot Finland. Mot Sydafrika borta förlorade Norge med 1–2. De tre nästa matcherna gick ok för Norge då man fått 0–0 borta mot Makedonien, förlorat 0–2 borta mot Nederländerna men Norge spelade bort Skottland och vann med 4–0. Alla tre matcher var i VM-kvalet. Norge fick sedan 1–1 borta mot Island och slog Makedonien med 2–1. Norge kom tvåa till slut men tog inte sig till playoffen då Norge var den sämsta grupptvåan. Norge gjorde ganska bra kval till EM 2012 och 2016 utan att nå slutspel, medan kvalen till VM 2014 och 2018 var helt misslyckade.

## Statistik

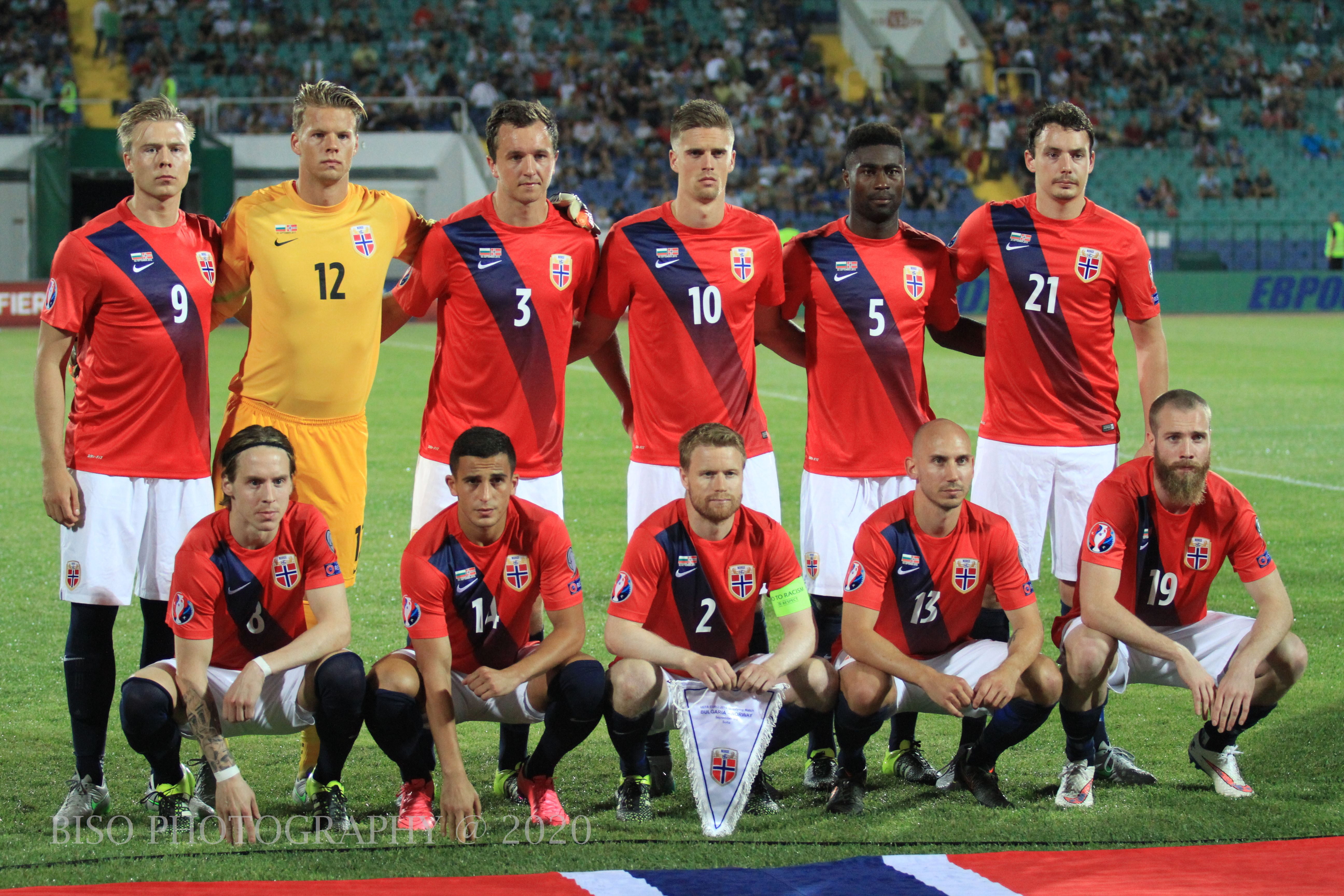
Norges herrlandslag i fotboll, 3-09-2015

### Flest landskamper
| #  | Namn                  | Landskamper | Mål | Period    |
| -- | --------------------- | ----------- | --- | --------- |
| 1  | John Arne Riise       | 110         | 16  | 2000–2013 |
| 2  | Thorbjørn Svenssen    | 104         | 0   | 1947–1962 |
| 3  | Henning Berg          | 100         | 9   | 1992–2004 |
| 4  | Erik Thorstvedt       | 97          | 0   | 1982–1996 |
| 5  | John Carew            | 91          | 24  | 1998–2011 |
| 5  | Brede Hangeland       | 91          | 4   | 2002–2014 |
| 7  | Øyvind Leonhardsen    | 86          | 19  | 1990–2003 |
| 8  | Kjetil Rekdal         | 83          | 17  | 1987–2000 |
| 8  | Morten Gamst Pedersen | 83          | 17  | 2004–2014 |
| 10 | Steffen Iversen       | 79          | 21  | 1998–2011 |

### Flest mål
| #  | Namn                 | Mål | Landskamper | Målsnitt | Period    |
| -- | -------------------- | --- | ----------- | -------- | --------- |
| 1  | Erling Braut Haaland | 41  | 41          | 1.04     | 2019–Nu   |
| 2  | Jørgen Juve          | 33  | 45          | 0.73     | 1928–1937 |
| 3  | Einar Gundersen      | 26  | 33          | 0.79     | 1917–1928 |
| 4  | Harald Hennum        | 25  | 43          | 0.58     | 1949–1960 |
| 5  | John Carew           | 24  | 91          | 0.26     | 1998–2011 |
| 6  | Ole Gunnar Solskjær  | 23  | 67          | 0.34     | 1995–2007 |
| 6  | Tore André Flo       | 23  | 76          | 0.3      | 1995–2004 |
| 7  | Gunnar Thoresen      | 22  | 64          | 0.34     | 1946–1959 |
| 8  | Steffen Iversen      | 21  | 79          | 0.27     | 1998–2011 |
| 9  | Jan Åge Fjørtoft     | 20  | 71          | 0.28     | 1986–1996 |
| 10 | Odd Iversen          | 19  | 45          | 0.42     | 1967–1979 |
| 10 | Olav Nilsen          | 19  | 62          | 0.31     | 1962–1971 |
| 10 | Øyvind Leonhardsen   | 19  | 86          | 0.22     | 1990–2003 |

## Nuvarande trupp
Följande spelare var uttagna till Uefa Nations League-matcherna mot Serbien, Sverige och Slovenien den 2-12 juni 2022.
Antalet landskamper och mål är korrekta per den 9 juni 2022 efter matchen mot Slovenien.
| Nr | Pos. | Namn                     | Födelsedatum (ålder) | Matcher | Mål |               | Klubb                  |
| -- | ---- | ------------------------ | -------------------- | ------- | --- | ------------- | ---------------------- |
| 1  | MV   | Ørjan Nyland             | 10 september 1990    | 37      | 0   | England       | Reading                |
| 12 | MV   | André Hansen             | 17 december 1989     | 11      | 0   | Norge         | Rosenborg              |
| 13 | MV   | Sten Grytebust           | 25 oktober 1989      | 5       | 0   | Norge         | Aalesunds FK           |
|    |      |                          |                      |         |     |               |                        |
| 3  | F    | Leo Skiri Østigård       | 28 november 1999     | 4       | 0   | England       | Brighton & Hove Albion |
| 4  | F    | Marius Lode              | 11 mars 1993         | 2       | 0   | Tyskland      | Schalke 04             |
| 5  | F    | Birger Meling            | 17 december 1994     | 29      | 0   | Frankrike     | Rennes                 |
| 14 | F    | Julian Ryerson           | 17 november 1997     | 10      | 0   | Tyskland      | Union Berlin           |
| 17 | F    | Fredrik André Bjørkan    | 21 augusti 1998      | 5       | 0   | Tyskland      | Hertha Berlin          |
| 21 | F    | Andreas Hanche-Olsen     | 17 januari 1997      | 12      | 0   | Belgien       | Gent                   |
| 22 | F    | Marcus Holmgren Pedersen | 16 juli 2000         | 12      | 0   | Nederländerna | Feyenoord              |
|    | F    | Stefan Strandberg        | 25 juli 1990         | 26      | 1   | Italien       | Salernitana            |
|    | F    | Brede Moe                | 15 december 1991     | 0       | 0   | Norge         | Bodø/Glimt             |
|    |      |                          |                      |         |     |               |                        |
| 2  | MF   | Morten Thorsby           | 5 maj 1996           | 14      | 0   | Italien       | Sampdoria              |
| 6  | MF   | Patrick Berg             | 24 november 1997     | 10      | 0   | Frankrike     | Lens                   |
| 8  | MF   | Sander Berge             | 14 februari 1998     | 29      | 1   | England       | Sheffield United       |
| 10 | MF   | Martin Ødegaard          | 17 december 1998     | 42      | 2   | England       | Arsenal                |
| 11 | MF   | Mohamed Elyounoussi      | 4 augusti 1994       | 44      | 9   | England       | Southampton            |
| 15 | MF   | Jens Petter Hauge        | 12 oktober 1999      | 10      | 0   | Tyskland      | Eintracht Frankfurt    |
| 16 | MF   | Fredrik Aursnes          | 10 december 1995     | 8       | 0   | Nederländerna | Feyenoord              |
| 20 | MF   | Mats Møller Dæhli        | 2 mars 1995          | 32      | 2   | Tyskland      | FC Nürnberg            |
|    | MF   | Mathias Normann          | 28 maj 1996          | 12      | 1   | England       | Norwich City           |
|    | MF   | Dennis Johnsen           | 17 februari 1998     | 1       | 0   | Italien       | Venezia                |
|    |      |                          |                      |         |     |               |                        |
| 7  | A    | Joshua King              | 15 januari 1992      | 62      | 20  | England       | Watford                |
| 9  | A    | Erling Haaland           | 21 juli 2000         | 20      | 18  | England       | Manchester City        |
| 18 | A    | Kristian Thorstvedt      | 13 mars 1999         | 16      | 4   | Belgien       | Genk                   |
| 19 | A    | Alexander Sørloth        | 5 december 1995      | 41      | 14  | Spanien       | Real Sociedad          |
| 23 | A    | Veton Berisha            | 13 april 1994        | 9       | 1   | Norge         | Viking                 |

### Nyligen inkallade
Följande spelare har varit uttagna i det norska landslaget de senaste tolv månaderna.
| Pos. | Namn                  | Födelsedatum (ålder) | Matcher | Mål | Klubb           | Senaste inkallelsen                |
| ---- | --------------------- | -------------------- | ------- | --- | --------------- | ---------------------------------- |
| MV   | Jacob Karlstrøm       | 9 januari 1997       | 0       | 0   | Molde FK        | mot Armenien 29 mars 2022          |
| MV   | Viljar Myhra          | 21 juli 1996         | 0       | 0   | Strømsgodset    | mot Montenegro 11 oktober 2021     |
| MV   | Per Kristian Bråtveit | 15 februari 1996     | 1       | 0   | Nîmes           | mot Turkiet 8 oktober 2021         |
|      |                       |                      |         |     |                 |                                    |
| F    | Stian Rode Gregersen  | 17 maj 1995          | 5       | 0   | Bordeaux        | mot Armenien 29 mars 2022          |
| F    | Kristoffer Ajer       | 17 april 1998        | 26      | 0   | Brentford       | mot Armenien 29 mars 2022          |
| F    | Omar Elabdellaoui     | 5 december 1991      | 49      | 0   | Galatasaray     | mot Slovakien 25 mars 2022         |
| F    | Anders Trondsen       | 30 mars 1995         | 4       | 0   | Trabzonspor     | mot Nederländerna 16 november 2021 |
| F    | Ruben Gabrielsen      | 10 mars 1992         | 2       | 0   | Austin FC       | mot Nederländerna 16 november 2021 |
| F    | Jonas Svensson        | 6 mars 1993          | 23      | 1   | Adana Demirspor | mot Turkiet 8 oktober 2021         |
|      |                       |                      |         |     |                 |                                    |
| MF   | Ola Solbakken         | 7 september 1998     | 2       | 0   | Bodø/Glimt      | mot Slovakien 25 mars 2022         |
| MF   | Fredrik Midtsjø       | 11 augusti 1993      | 11      | 0   | AZ              | mot Nederländerna 16 november 2021 |
| MF   | Iver Fossum           | 15 juli 1996         | 14      | 1   | AaB             | mot Montenegro 11 oktober 2021     |
| MF   | Aron Dønnum           | 20 april 1998        | 2       | 0   | Standard Liège  | mot Gibraltar 7 september 2021     |
|      |                       |                      |         |     |                 |                                    |
| A    | Thomas Lehne Olsen    | 29 juni 1991         | 1       | 0   | Shabab Al Ahli  | mot Nederländerna 16 november 2021 |
| A    | Ohi Omoijuanfo        | 10 januari 1994      | 1       | 0   | Röda Stjärnan   | mot Montenegro 11 oktober 2021     |
| A    | Erik Botheim          | 10 januari 2000      | 0       | 0   | Klubblös        | mot Nederländerna 1 september 2021 |

## Kända spelare
| - Aas, Einar - Ahlsen, Per Egil - Berg, Henning - Bergdølmo, André - Bjørnebye, Stig Inge - Bohinen, Lars - Brandhaug, Sverre - Bratseth, Rune - Bakker, Arne - Braaten, Daniel - Brattbakk, Harald Martin - Carew, John - Davidsen, Vidar - Eggen, Nils Arne - Elyounoussi, Mohamed - Elyounoussi, Tarik - Erlandsen, Arne | - Fjørtoft, Jan Åge - Flo, Jostein - Flo, Tore André - Gamst Pedersen, Morten - Grindheim, Christian - Grodås, Frode - Grøndalen, Svein - Haaland, Erling - Halle, Gunnar - Hangeland, Brede - Hansen, Asbjørn - Hareide, Åge - Håskjold Nyland, Ørjan - Iversen, Odd - Iversen, Steffen - Jakobsen, Jahn Ivar - Jarstein, Rune Almenning - Johansen, Roar | - Johansen, Stefan - Johansen, Tor Egil - Johnsen, Ronny - Karlsen, Harry Boye - King, Joshua - Kojedal, Terje - Kvammen, Reidar - Larsen Økland, Arne - Leonhardsen, Øyvind - Lund, Tom - Lundekvam, Claus - Mathisen, Svein - Myhre, Thomas - Mykland, Erik - Nilsen, Olav - Olsen, Egil Roger - Rekdal, Kjetil | - Riise, John Arne - Riseth, Vidar - Skjelbred, Per Ciljan - Solbakken, Ståle - Solér, Erik - Solskjær, Ole Gunnar - Strand, Roar - Svenssen, Thorbjørn - Søderlund, Alexander - Sørloth, Gøran - Thoresen, Gunnar - Thoresen, Hallvar - Thorstvedt, Erik - Wæhler, Kjetil - Ødegaard, Martin |

## Förbundskaptener
På grund av dålig ekonomi hade man inte någon fast anställd förbundskapten förrän 1953, men man engagerade tränare under bland annat OS 1912, 1920 och 1952, samt några sommarsäsonger. Från 1935 till 1953 var fotbollsförbundets generalsekreterare, Asbjørn Halvorsen, lagledare för det norska landslaget. Fram till 1970-talet togs laget ut av "Uttagningskomiteèn". Øivind Johannessen var den förste förbundskaptenen som tog ut laget själv. Svenskarna Axel Ahlqvist och Birger Möller var hyrt in som konditionstränare 1916, Möller också 1920.
| Namn, land                                     | År        | Antal | S  | O  | F  | Kommentar                |
| ---------------------------------------------- | --------- | ----- | -- | -- | -- | ------------------------ |
| James Vincent Hayes, England                   | 1912      | 4     | 0  | 0  | 4  | OS-tränare               |
| William B. Kelly, England                      | 1919      | 5     | 3  | 1  | 1  | Landslagstränare, sommar |
| James McPherson, Skottland                     | 1920      | 3     | 1  | 0  | 2  | Os - tränare             |
| John Wyllie, Skottland                         | 1921      | 1     | 0  | 0  | 1  | Landslagstränare 1 match |
| Thomas Morris Mitchell, England                | 1929-31   | 11    | 7  | 3  | 1  | Landslagstränare, sommar |
| Jòsef Braun, Ungern                            | 1932      | 4     | 3  | 0  | 1  | Landslagstränare, sommar |
| Asbjørn Halvorsen, Norge                       | 1935-53   | 87    | 31 | 14 | 42 | Lagledare                |
| Frank Soo, England                             | 1952      | 1     | 0  | 0  | 1  | OS-tränare               |
| Willybald Hahn, Österrike                      | 1953-55   | 26    | 7  | 7  | 12 |                          |
| Ron Lewin, England                             | 1956-57   | 17    | 5  | 4  | 8  |                          |
| Edmund Majowski, Polen, Österrike              | 1958      | 5     | 3  | 1  | 1  |                          |
| Ragnar Larsen, Norge                           | 1958      | 1     | 0  | 0  | 1  |                          |
| Kristian Henriksen, Norge                      | 1959      | 10    | 3  | 0  | 7  |                          |
| Willy Kment, Österrike                         | 1960-62   | 20    | 6  | 2  | 12 |                          |
| Ragnar Larsen, Norge                           | 1962-66   | 33    | 10 | 7  | 16 |                          |
| Willy Kment, Österrike                         | 1967-69   | 25    | 9  | 3  | 13 |                          |
| Øivind Johannessen, Norge                      | 1970-71   | 17    | 4  | 2  | 11 |                          |
| George Curtis, England                         | 1972-74   | 17    | 3  | 2  | 12 |                          |
| Kjell Schou Andreassen/ Nils Arne Eggen, Norge | 1974-77   | 27    | 6  | 4  | 17 |                          |
| Tor Røste Fossen, Norge                        | 1978-87   | 94    | 28 | 28 | 38 |                          |
| Nils Arne Eggen/Kjell Schou Andreassen, Norge  | 1986-87   | 8     | 0  | 5  | 3  | OS-Landslagstränare      |
| Tord Grip, Sverige                             | 1987-88   | 7     | 0  | 4  | 3  |                          |
| Ingvar Stadheim, Norge                         | 1988-90   | 24    | 5  | 8  | 1  |                          |
| Egil Olsen, Norge                              | 1990-98   | 88    | 46 | 26 | 16 |                          |
| Nils Johan Semb, Norge                         | 1998-03   | 68    | 29 | 21 | 18 |                          |
| Åge Hareide, Norge                             | 2004-08   | 58    | 24 | 18 | 16 |                          |
| Egil "Drillo" Olsen, Norge                     | 2009-13   | 49    | 25 | 8  | 16 |                          |
| Per Mathias Høgmo, Norge                       | 2013-16   | 35    | 10 | 7  | 18 |                          |
| Lars Lagerbäck, Sverige                        | 2017–2020 |       |    |    |    | [ 6 ]                    |
| Ståle Solbakken, Norge                         | 2020–     |       |    |    |    |                          |